# 張人紀
張人紀（1524年—1560年），字伯脩，號肇泉，直隸廬州府合肥縣人，軍籍，明朝政治人物。

## 生平
嘉靖三十四年乙卯科（1555年）應天府鄉試第七十名舉人。嘉靖三十五年（1556年）中式丙辰科會試第二十八名，二甲第四十八名進士。大理寺观政，授户部主事，三十九年卒。

## 家族
曾祖張旭；祖父張士禮；父張輔，恩例冠帶儒官。前母解氏；母牛氏；繼母楊氏。兄洋、澎、弟涣、浩、湧、範（生员）、邦紀（生员）、民紀。